# 페르시아어 위키백과
페르시아어 위키백과(페르시아어: ویکی‌پدیا، دانشنامهٔ آزاد)는 아랍 문자를 사용하는 페르시아어 위키백과이다. 2003년 12월에 시작되었으며, 2012년 7월 9일, 문서 수가 200,000개를 넘었다. 기호는 fa이다.

## 같이 보기
- 위키백과 목록